# Hinterstein
Hinterstein ist ein Ortsteil des Marktes Bad Hindelang im bayerisch-schwäbischen Landkreis Oberallgäu in Bayern. 

## Geographie
Das Pfarrdorf Hinterstein liegt auf 865 m ü. NN im Ostrachtal mitten in den Allgäuer Alpen.

## Geschichte

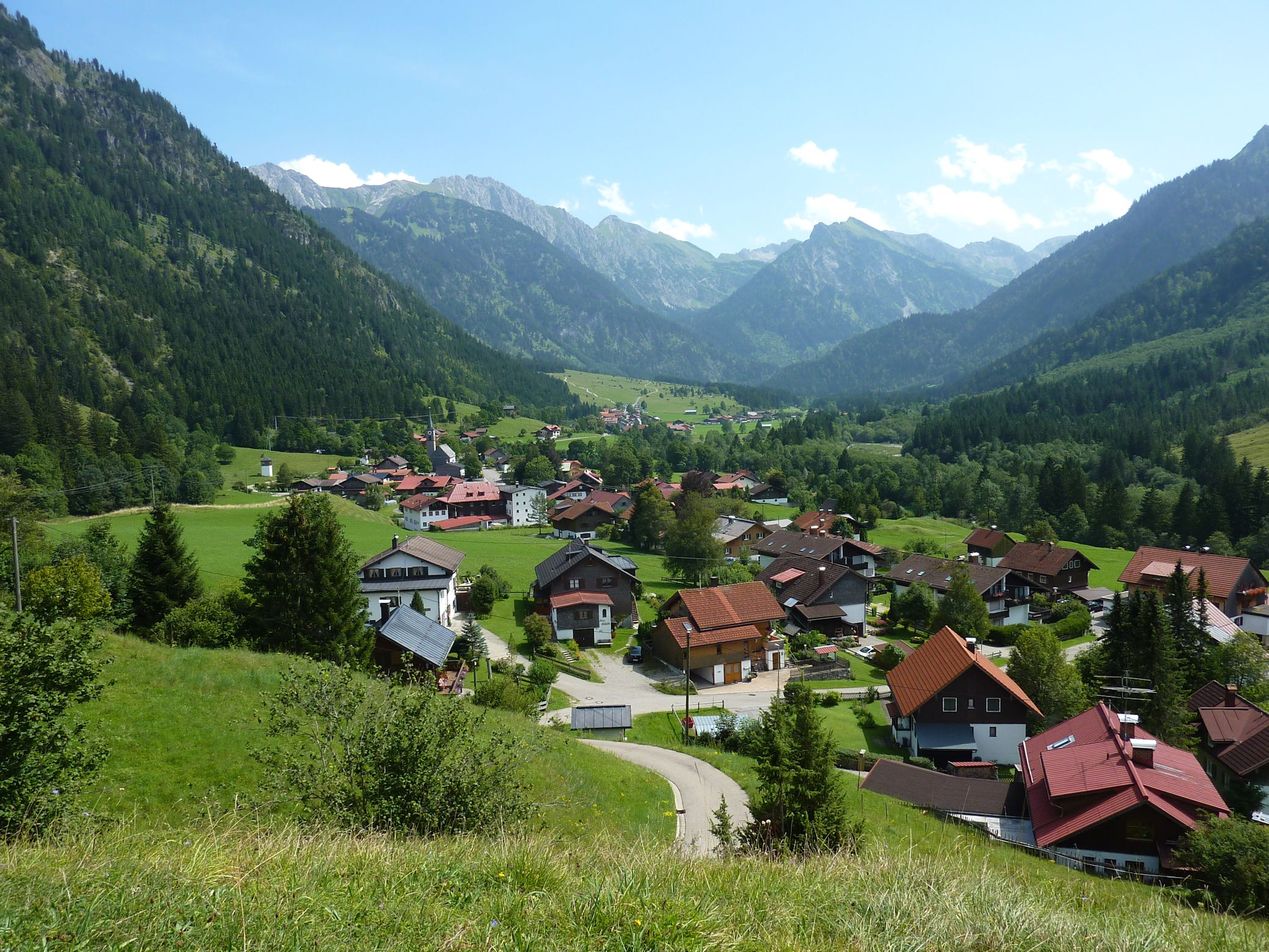
Blick über Hinterstein

### Ursprung
Die Sagen der Gegend deuten auf keltische Ursprünge hin. Das abgelegene Dorf hatte jahrhundertelang wenig Kontakt zu anderen Gemeinden. Es gehörte bereits im 19. Jahrhundert zu Hindelang.

### Zweiter Weltkrieg
Gegen Ende des Zweiten Weltkriegs befanden sich in Hinterstein, wo keine Kämpfe mehr zu erwarten waren, rund 1200 Flüchtlinge, 2000 Soldaten und mehrere hundert Arbeiter.
Am 29. April 1945 wurden auch Konrad Zuse und seine Frau in Hinterstein angemeldet. Eine Inschrift an dem Haus, das sie damals bewohnten, erinnert an diese Zeit. Zuses Zuse Z4 wurde zerlegt in einem Schuppen des Gasthofs Steinadler sowie in der Turnhalle des Ortes vor den alliierten Truppen versteckt, wäre jedoch mehrfach beinahe entdeckt worden. Aus Zuses Hintersteiner Zeit stammen zahlreiche Ölgemälde sowie Holzschnitte, mit denen er damals seinen Lebensunterhalt verdiente. Eine Ausstellung über berühmte Personen im Ostrachtal im Kurhaus von Bad Hindelang zeigte im Jahr 2008 zahlreiche Dokumente über Zuses Zeit in Hinterstein.

## Sehenswürdigkeiten

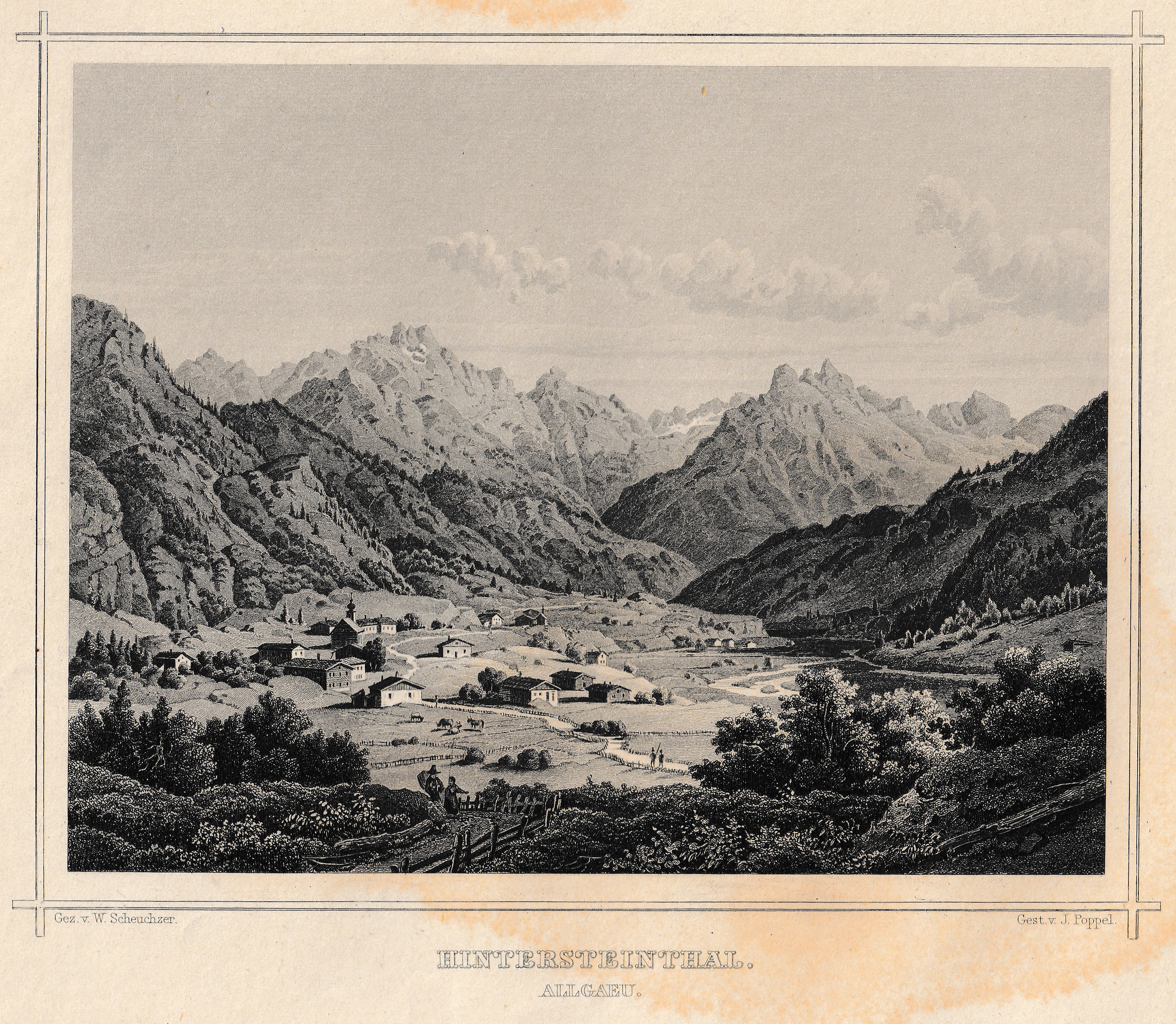
Hinterstein im 19. Jh.

Bemerkenswert sind die frühklassizistische Pfarrkirche St. Antonius von 1805 sowie die Antoniuskapelle (sogenannte Hintere Kapelle, um 1680) mit hochbarockem Altar. Hinterstein hat zwei weitere Kapellen, die unter Denkmalschutz stehen: die Marienkapelle (sogenannte Vordere Kapelle) und die Hubertuskapelle. Sehenswert ist außerdem das Kutschenmuseum Hinterstein.
Siehe: Liste der Baudenkmäler in Hinterstein.
Hinterstein verfügt außerdem mit dem Prinze Gumpe über ein Naturschwimmbad, das durch das Wasser des Zipfelsbachs (der über den Illesbach in die Ostrach fließt) gespeist wird. Benannt ist das Bad nach Prinzregent Luitpold, der einen Gumpen oberhalb des Zipfelsfalls geschätzt haben soll.

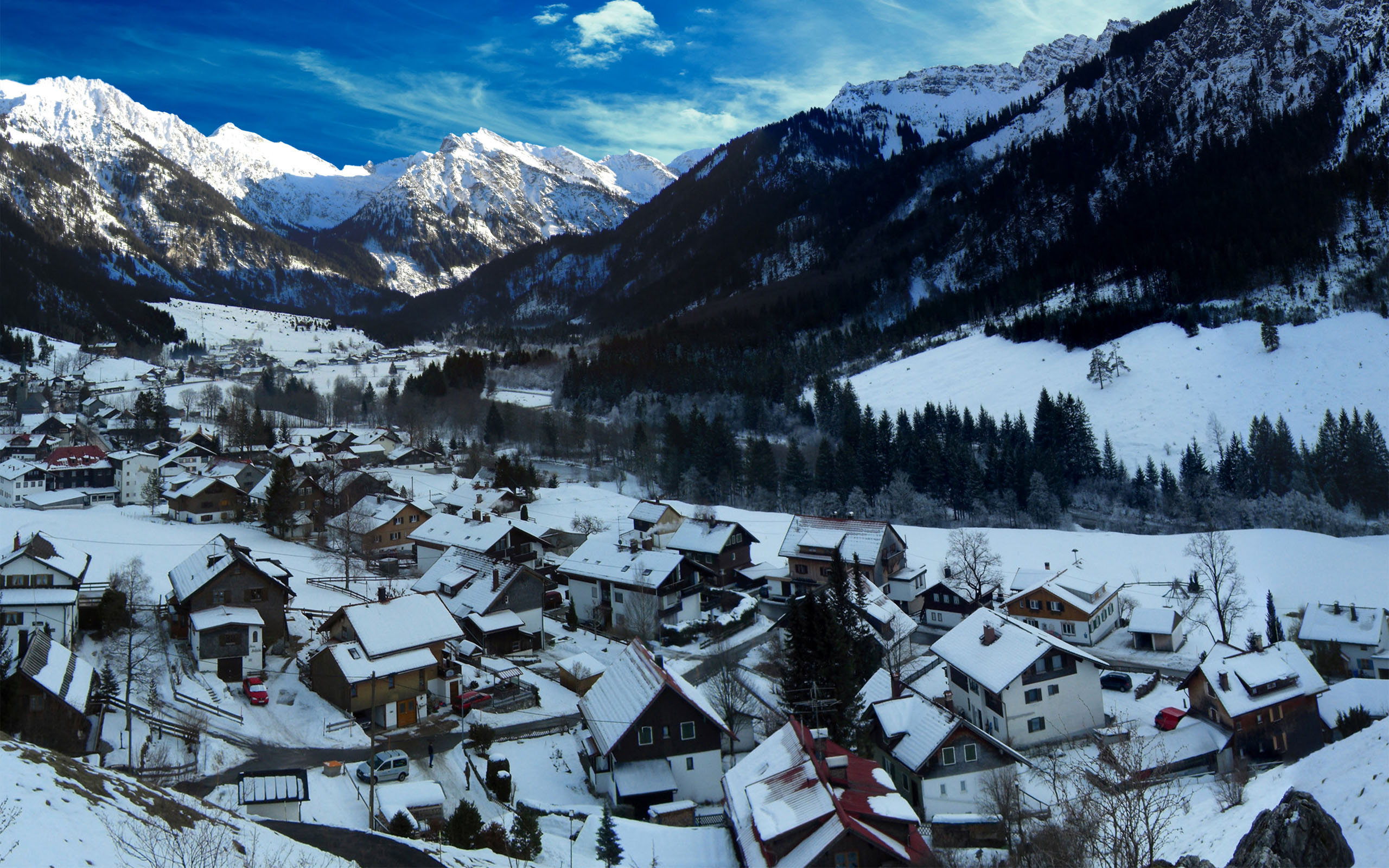
Mittleres und Hinteres Dorf vom Fünkebichl aus gesehen

## Kulturelle Einrichtungen
Hinterstein hat eine eigene Turn- und Festhalle. Sie wird für diverse Veranstaltungen genutzt, wie zum Beispiel für regelmäßig stattfindende Aufführungen von Theaterstücken oder das jährliche Dorffest. Südöstlich des Ortskerns befinden sich ein Kinderspielplatz und der Sportplatz.

## Sage
Vor langer Zeit sollen im Wildfräuleinstein (unweit des Wanderwegs zur Willersalpe) drei „Wilde Fräulein“ mit den Namen Rezabell, Stuzzemuzz und Hurlahuzz gehaust haben. Das Volksmusical Hurlahutsch, dem diese Sage zugrunde liegt, sollte am 12. Juli 2008 in Bad Hindelang uraufgeführt werden.

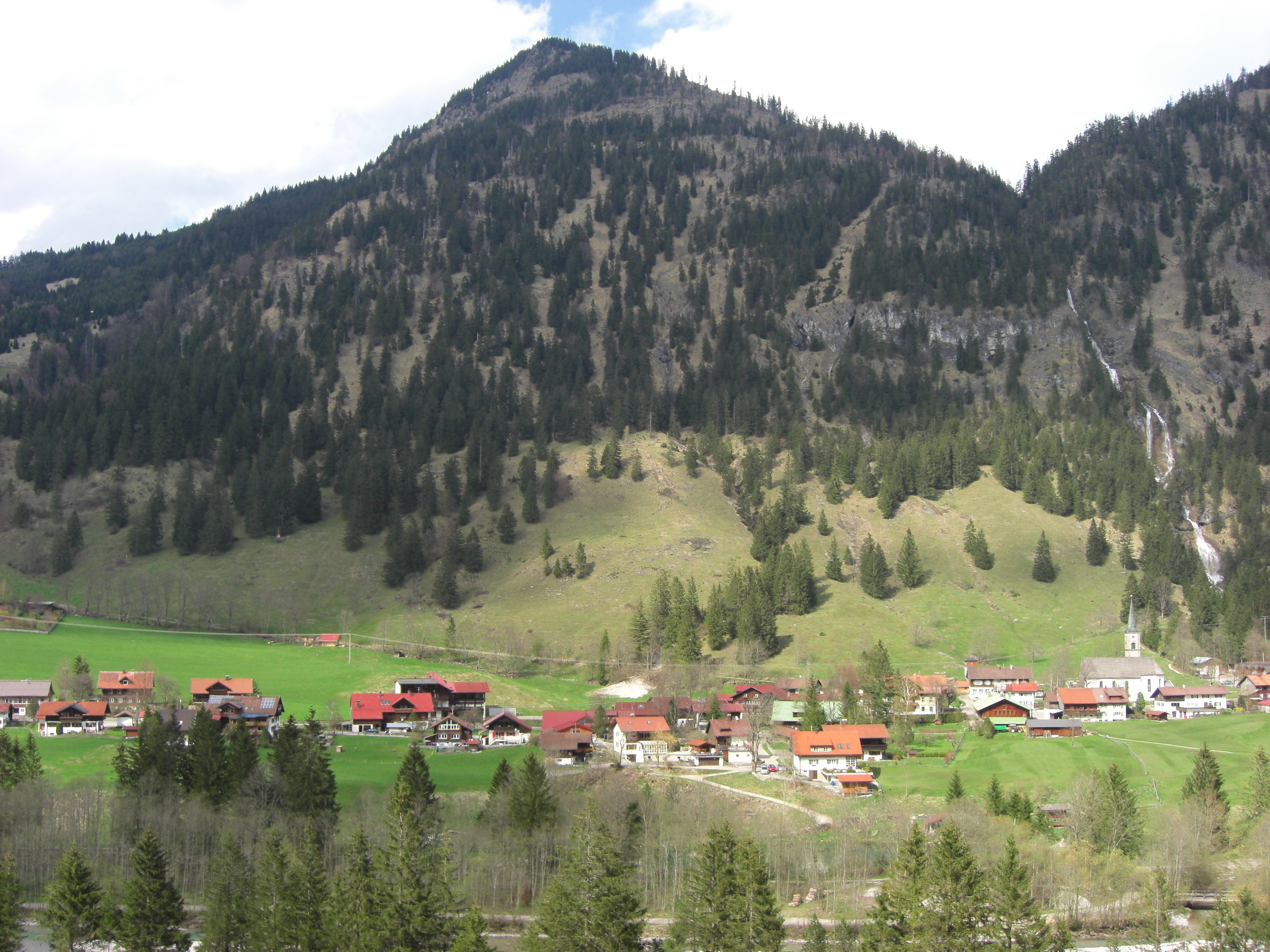
Mittleres Dorf von Hinterstein

## Veranstaltungen
Jedes Jahr findet im September der festlich gestaltete Almabtrieb, Viehscheid genannt, statt. Anfang August findet jedes Jahr das Hintersteiner Dorffest statt und im Sommer gibt es regelmäßig Schießwettbewerbe für Gäste.

## Umgebung

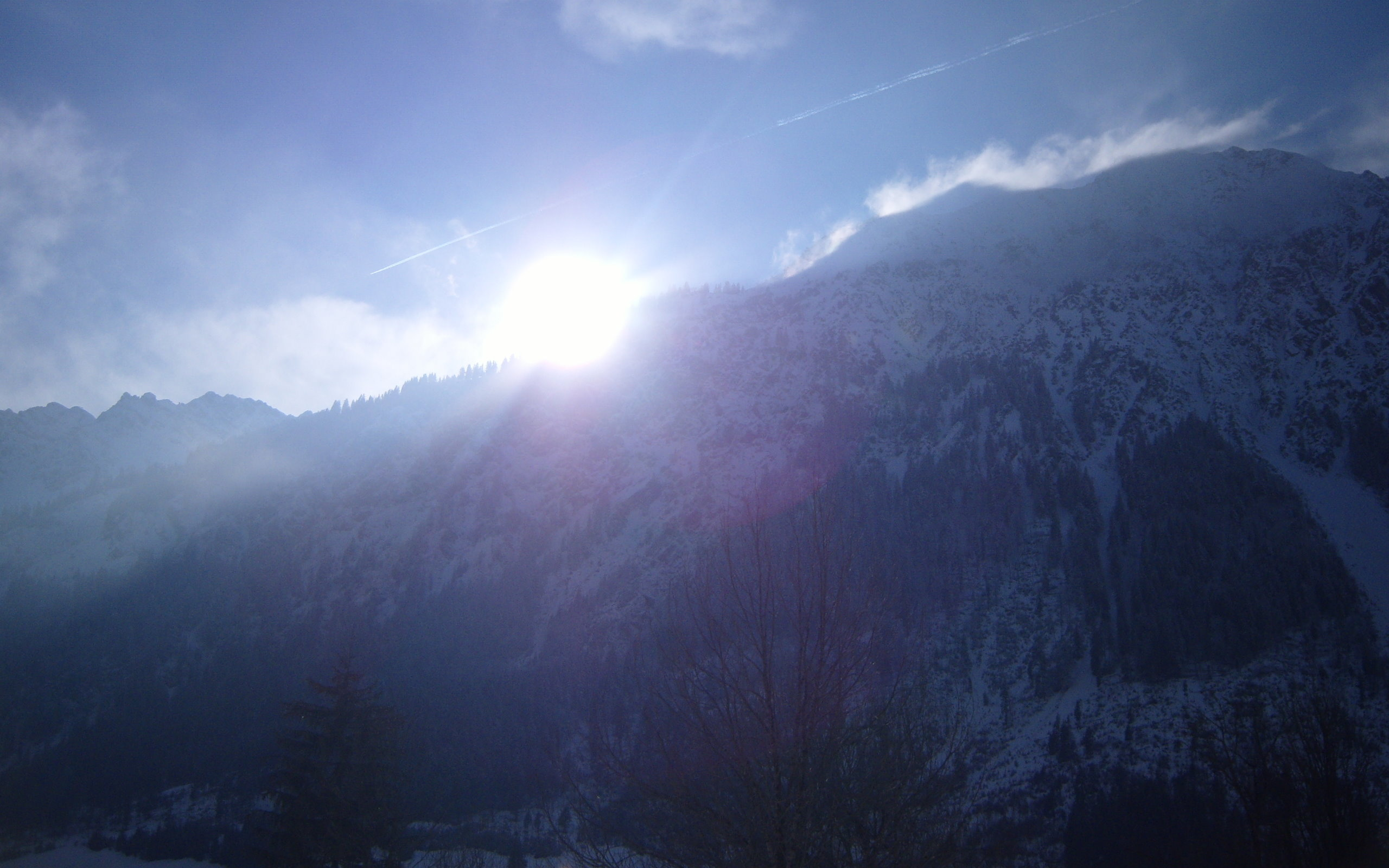
Breitenberg

Das Ostrachtal beginnt etwa neun Kilometer oberhalb von Hinterstein beim Giebelhaus, das nur mit einer Genehmigung mit privaten Pkw angefahren werden kann. Von hier aus besteht eine Busverbindung nach Hinterstein. Zwischen Giebelhaus und Hinterstein befindet sich im Ostrachtal die 85 m tiefe Eisenbreche, eine Schlucht, die nach den minimalen Erzvorkommen, die früher dort abgebaut wurden, benannt wurde. Eine weitere, 65 m tiefe Schlucht findet sich im Berg Aueles Wändle. Am Weg zwischen Giebelhaus und Hinterstein findet man außerdem die Hubertuskapelle sowie zahlreiche Kruzifixe und Gedenkstätten für in den Bergen Verunglückte.
Der Schrecksee, der oberhalb von Hinterstein auf 1823 m in den Bergen liegt und eine Insel hat, ist zu Fuß 3½ Stunden von Hinterstein entfernt und kann auch von Nicht-Bergsteigern besucht werden (passende Ausrüstung vorausgesetzt). Zahlreiche Bergtouren sind von Hinterstein aus durchführbar. Rund um Hinterstein ragen Berge wie der pyramidenförmige Hochvogel (2593 m), der Große Daumen (2280 m), das Rauhhorn (2240 m), das Gaishorn (2247 m), der dreiecksförmige felsige Giebel (1902 m), der steilgrasige Schneck (2268 m), der wuchtige Große Wilde (2380 m) und zahlreiche andere Berge der Allgäuer Alpen in den Himmel. Über die Willersalpe (1456 m) kann man den Jubiläumsweg erreichen, der über den Rauhhornzug (den östlichen Teil des Hauptkammes der Allgäuer Alpen u. a. mit den oben genannten Bergen Rauhhorn und Gaishorn) zum Prinz-Luitpold-Haus (1846 m) der Sektion Allgäu-Immenstadt des Deutschen Alpenvereins am Fuße des Hochvogels führt.
Vom Nebelhorn (2224 m) über die Wengenköpfe (2235 m, 2206 m), den Großen sowie den Kleinen Daumen (2191 m), die Heubatspitze (2003 m) und den Breitenberg (1893 m) führt auch der bekannte Hindelanger Klettersteig.

## Bewirtschaftete Alphütten
Vom Giebelhaus aus sind Wanderungen zu in der Umgebung liegenden Alphütten möglich. Zu der ganzjährig bewirtschafteten Schwarzenberghütte wird vom Giebelhaus zu Fuß etwa eine Stunde benötigt, von Hinterstein bis zum Giebelhaus etwa 2½ Stunden. Im Winter beginnt dort eine drei Kilometer lange Rodelbahn. Nach dem Abzweig zum Schwarzenberg liegen am Weg ins Obertal die Engeratsgund-Alpe, die Laufbichl-Alpe und die Alpe Plättele. Die Laufbichl-Alpe hat ihre eigene Sennerei, in der im Sommer täglich Käse hergestellt wird. Eine weitere Alpe ist die Bärgündle-Alpe, die sich auf der südlichen Seite des Giebels im Bärgündle-Tal befindet und nur im Sommer bewirtschaftet ist. Sie liegt unterhalb des Prinz-Luitpold-Hauses, von wo aus viele Bergtouren durchgeführt werden können. Direkt oberhalb von Hinterstein liegt die Zipfelsalpe, welche 1½ Stunden zu Fuß von Hinterstein entfernt ist. Zwei Stunden von Hinterstein ist die Willersalpe entfernt, in der auch übernachtet werden kann und die Ausgangspunkt für viele Bergtouren ist. Außerdem liegt 2½ km von Hinterstein entfernt auf dem Weg zum Giebelhaus das Konstanzer Jägerhaus, das von den Einheimischen Skihütte genannt wird.

## Vereine
In Hinterstein gibt es mehrere Vereine, wie zum Beispiel den Hintersteiner Schützenverein oder den Hintersteiner Sportverein. Hinterstein verfügt zudem über eine eigene Freiwillige Feuerwehr und Bergwacht.
Im Juli 2016 wurde Dank vieler Spenden und Unterstützungen die neue Rettungswache der Bergwacht Hinterstein eingeweiht. Somit haben die so wichtigen Helfer endlich einen eigenen Stützpunkt um für Hilfe und Rettung im Gebiet zur Verfügung zu stehen.

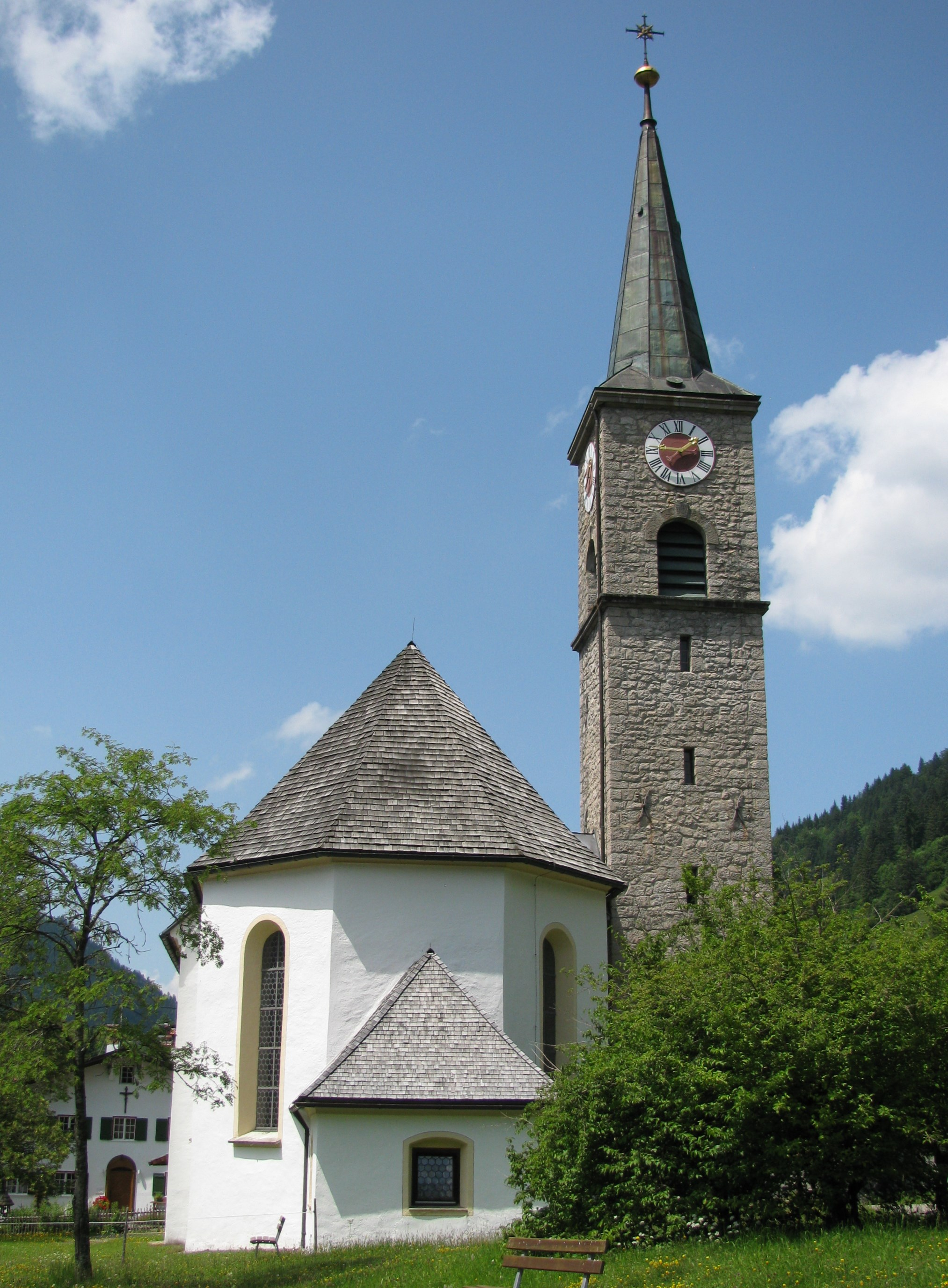
Kirche St. Antonius
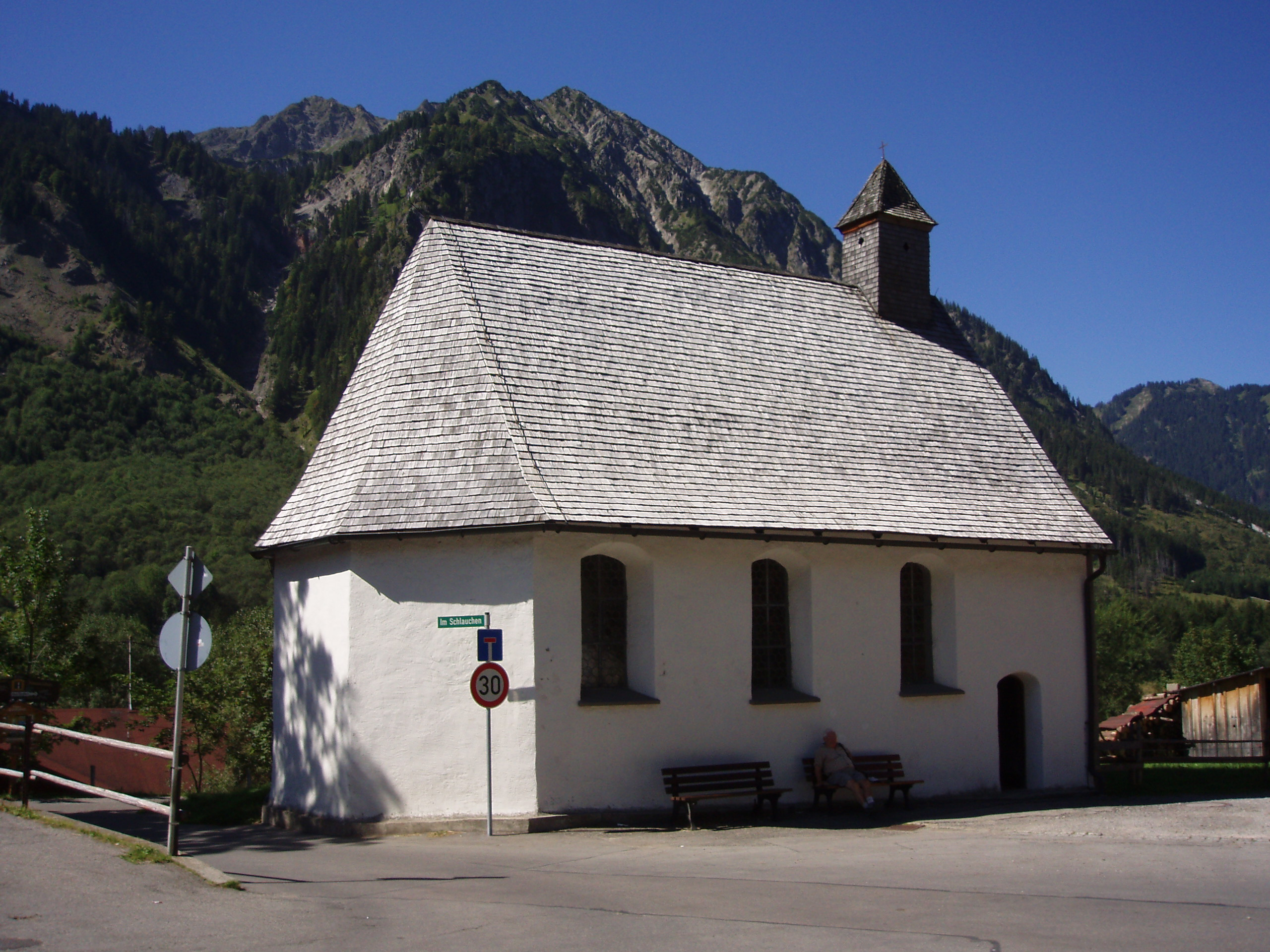
Antoniuskapelle im Hinteren Dorf
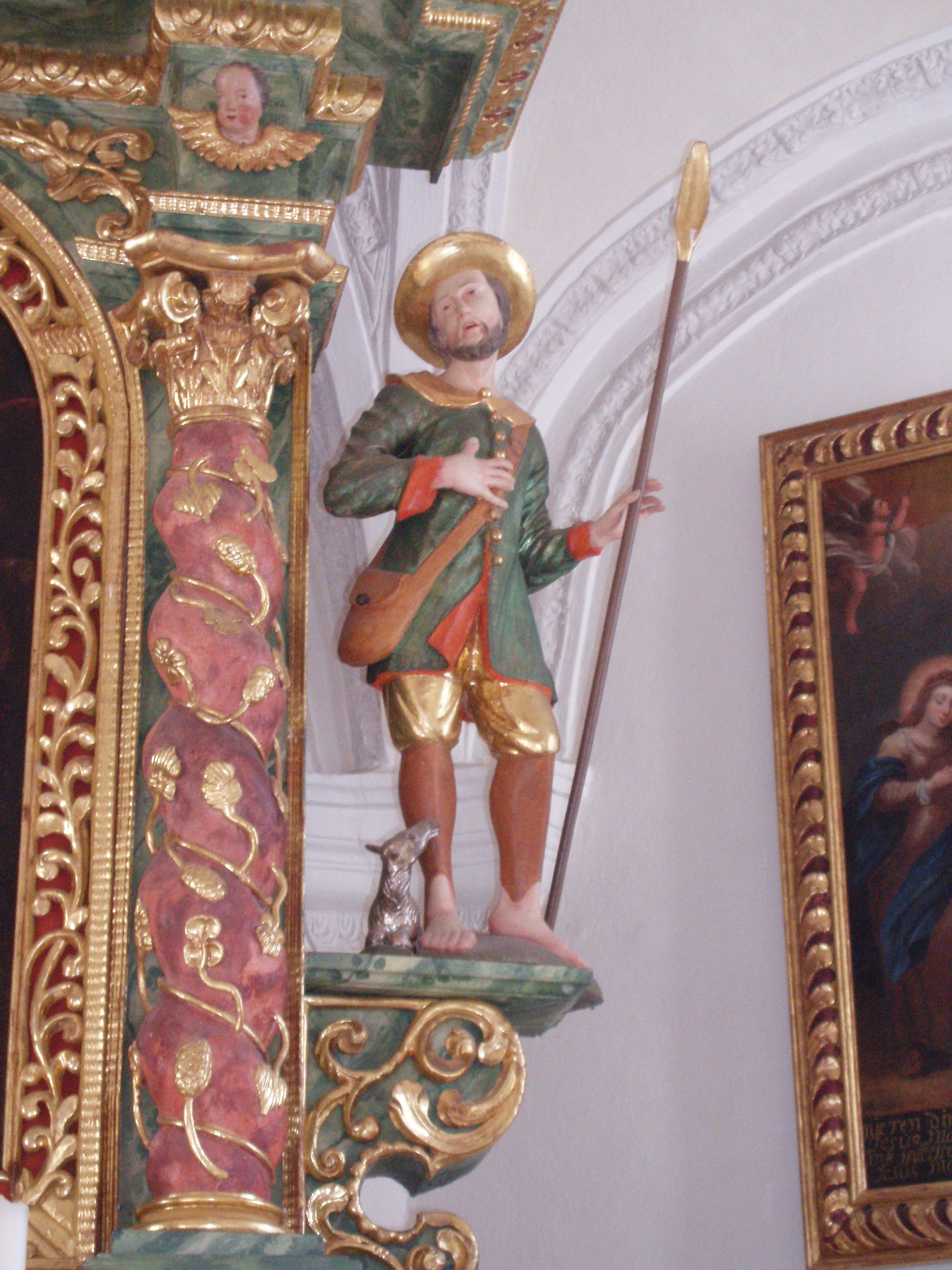
Altarfigur in der Antoniuskapelle
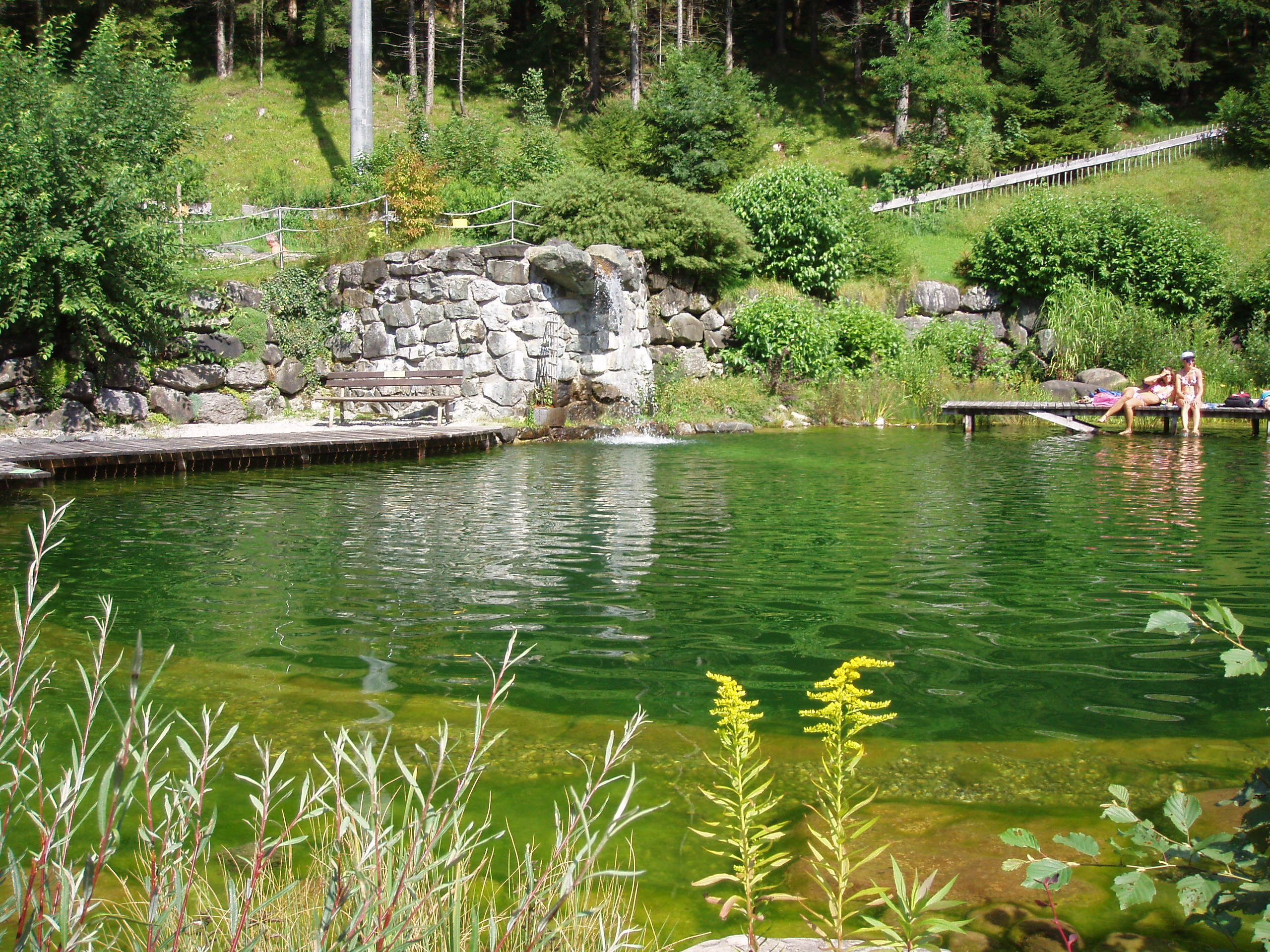
Prinze-Gumpe
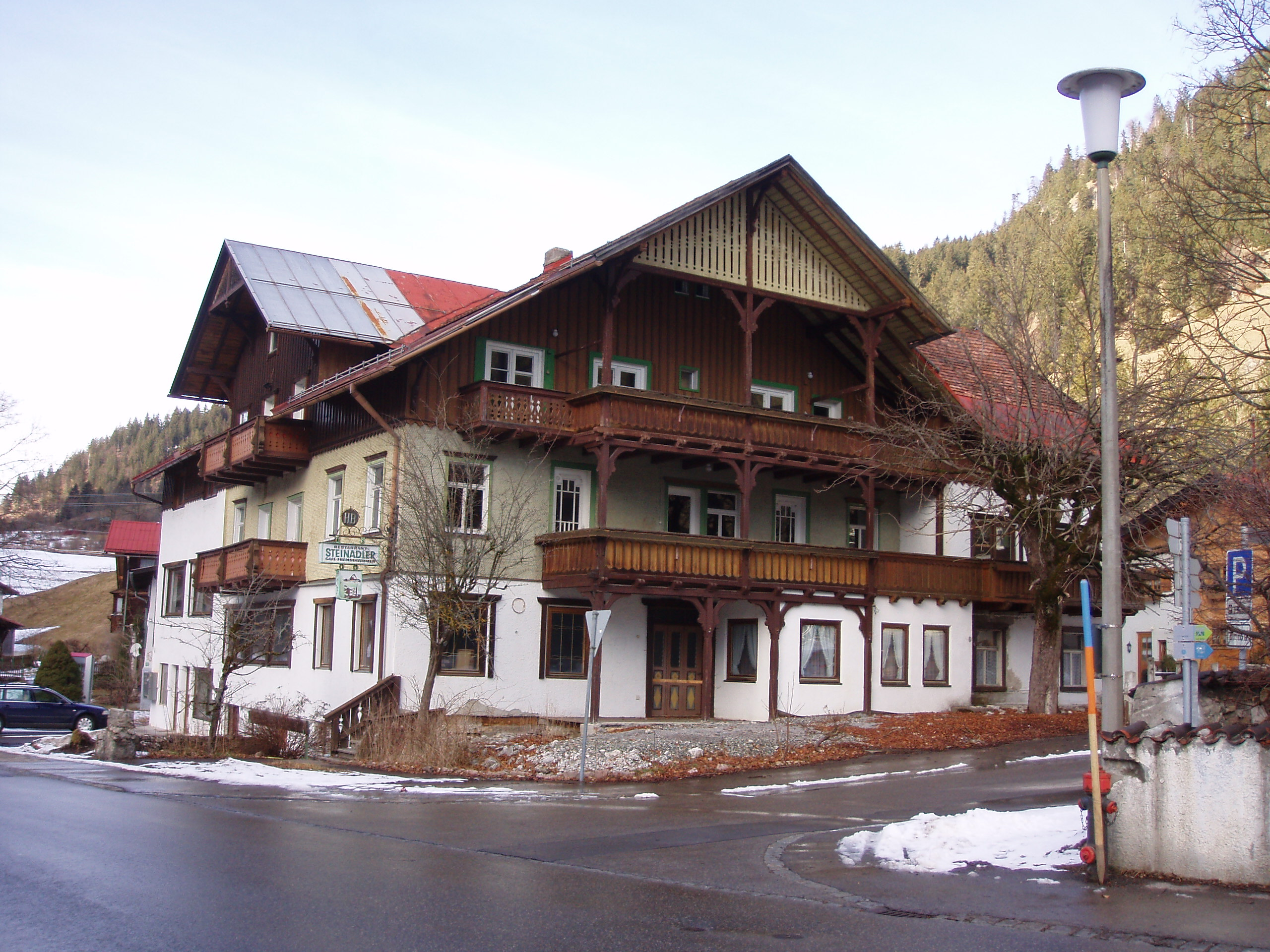
Der ehemalige Gasthof Steinadler
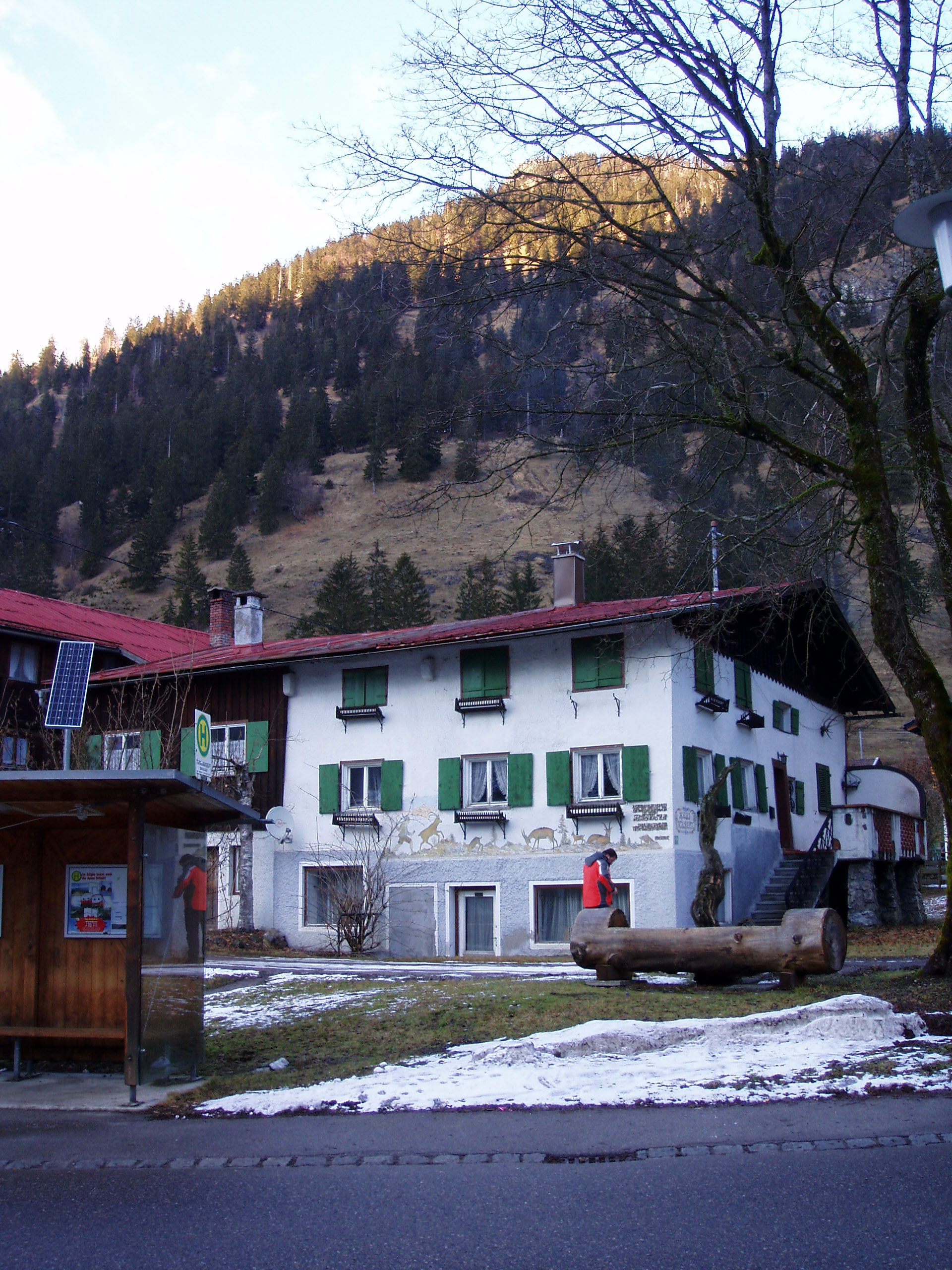
Talstraße 43, die ehemalige Unterkunft Konrad Zuses
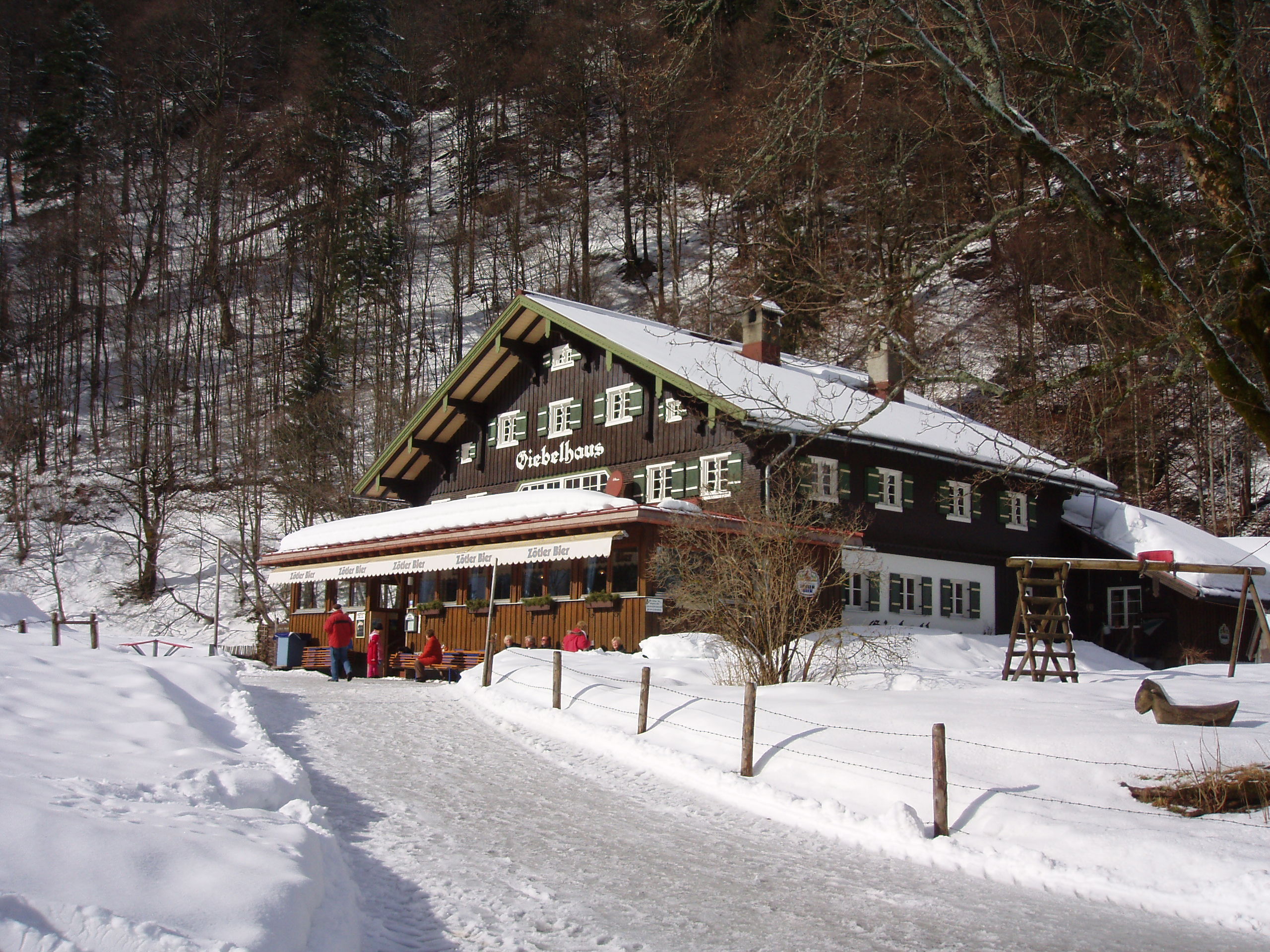
Das Giebelhaus im Winter